# Jon Ola Sand
Jon Ola Sand (født 21. december 1961 i Oslo) er en norsk tv-producer der er ansat ved tv-stationen Norsk Rikskringkasting (NRK).
I 2010 blev han hyret til at stå for produktionen af Eurovision Song Contest 2010, da dette blev afholdt i Oslo. Den 26. november 2010 blev det offentliggjort at Jon Ola Sand skulle overtage posten som European Broadcasting Union's Executive Supervisor af Eurovision Song Contest og Junior Eurovision Song Contest med virkning fra 1. januar 2011, hvor han afløste svenskeren Svante Stockselius.